# عالیجناب گوریل
عالیجناب گوریل رمانی فارسی به نویسندگی ملامحمد ربیعی است که در اولین چاپ خود در سال ۱۳۷۲ توسط انتشارات «صلاح‌الدین ایوبی» در ارومیه منتشر شد. در چاپ دوم خود در ۳۰ام دی ۱۳۸۵ در ۱۷۶ صفحه توسط انتشارات «پرتو بیان» در سنندج بازنشر یافت. چاپ جدید این کتاب در سال ۱۳۹۵ توسط انتشارات «پیروان» در سنندج باتصحیح و ویرایش زاهد ویسی در ۱۹۲ صفحه منتشر شده‌است.
عالیجناب گوریل، توسط جلال رئوفی به کردی با نام «ماف و لاف» ترجمه شده‌است و در ۱۵۶ صفحه توسط انتشارات پرتو بیان سنندج، در سال ۱۳۸۷ انتشار یافته‌است. این کتاب با نام «أشرف المخلوقات فی محکمة الحیوانات» توسط عبدالعزیز سلیمی به زبان عربی در ۱۸۰ صفحهٔ مصور توسط نشر احسان تهران در در سال ۱۳۹۳ ترجمه و انتشار یافته‌است.
هم‌چنین کتاب «محکمهٔ حیوانات» نوشته محمدعلی دشتی نیز بر اساس اقتباسی از کتاب عالیجناب گوریل در ۲۵ تیر ۱۳۹۰ توسط نشر دولتمند تهران در ۲۱۶ صفحه منتشر شده‌است.